# Catedral de Petrópolis
A Catedral de São Pedro de Alcântara localiza-se em Petrópolis, cidade serrana no Estado do Rio de Janeiro, Brasil. É dedicada a São Pedro de Alcântara, padroeiro da cidade, do Brasil, e da Monarquia Brasileira.

## Histórico
Originalmente, a Igreja Matriz de Petrópolis era um modesto edifício localizado em frente ao Palácio Imperial, mas a construção de uma nova Matriz já estava prevista, no lugar atual, no plano de urbanização de Petrópolis, datado de 1843, de autoria do Major Júlio Frederico Koeler. 

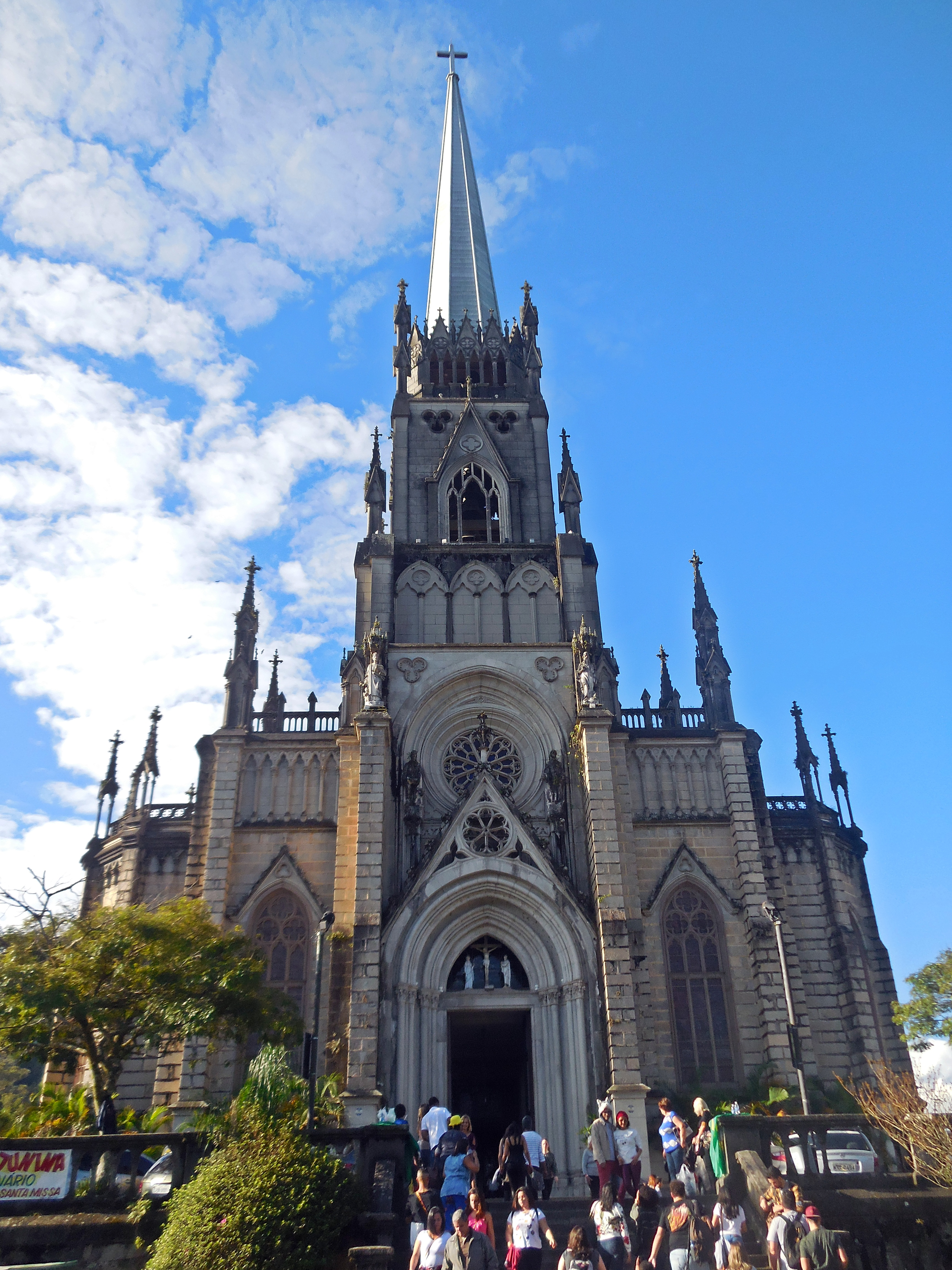
Fachada da catedral.

Na década de 1870 volta-se a considerar a construção da nova igreja, graças ao interesse de D. Pedro II e sua filha, a Princesa Isabel. Em 1871 foi decidida oficialmente a construção de uma nova Matriz, que porém ainda demoraria a materializar-se. Em 1876 o arquiteto italiano Federico Roncetti apresentou um projeto em estilo neo-renascentista, que foi recusado.
O atual edifício da catedral começou a ser construído apenas em 1884. O projeto foi encomendado ao engenheiro e arquiteto baiano Francisco Caminhoá, que concebeu um edifício em estilo neogótico, muito em voga na época, inspirado especialmente nas antigas catedrais do norte da França. A obra ficou a cargo da empreiteira de Manuel Pereira Jerônimo, filho de uma das primeiras famílias a se instalarem na cidade, vindas da Ilha do Pico, nos Açores.
A construção da catedral não parou após a Proclamação da República e seguiu até 1901, quando as obras entram em um período de paralisação. Sob o comando do engenheiro Heitor da Silva Costa, a obra entra em uma segunda fase de atividade intensa em 1918. Finalmente, em 29 de novembro de 1925, é inaugurada a nova matriz de Petrópolis, após 37 anos de trabalhos. O edifício, porém, não estava terminado, faltando a fachada principal e a torre, além de muito da decoração interna. As obras da fachada só começaram em 1929 e chegaram até o nível da rosácea na década de 1930. A torre só seria construída entre 1960 e 1969.

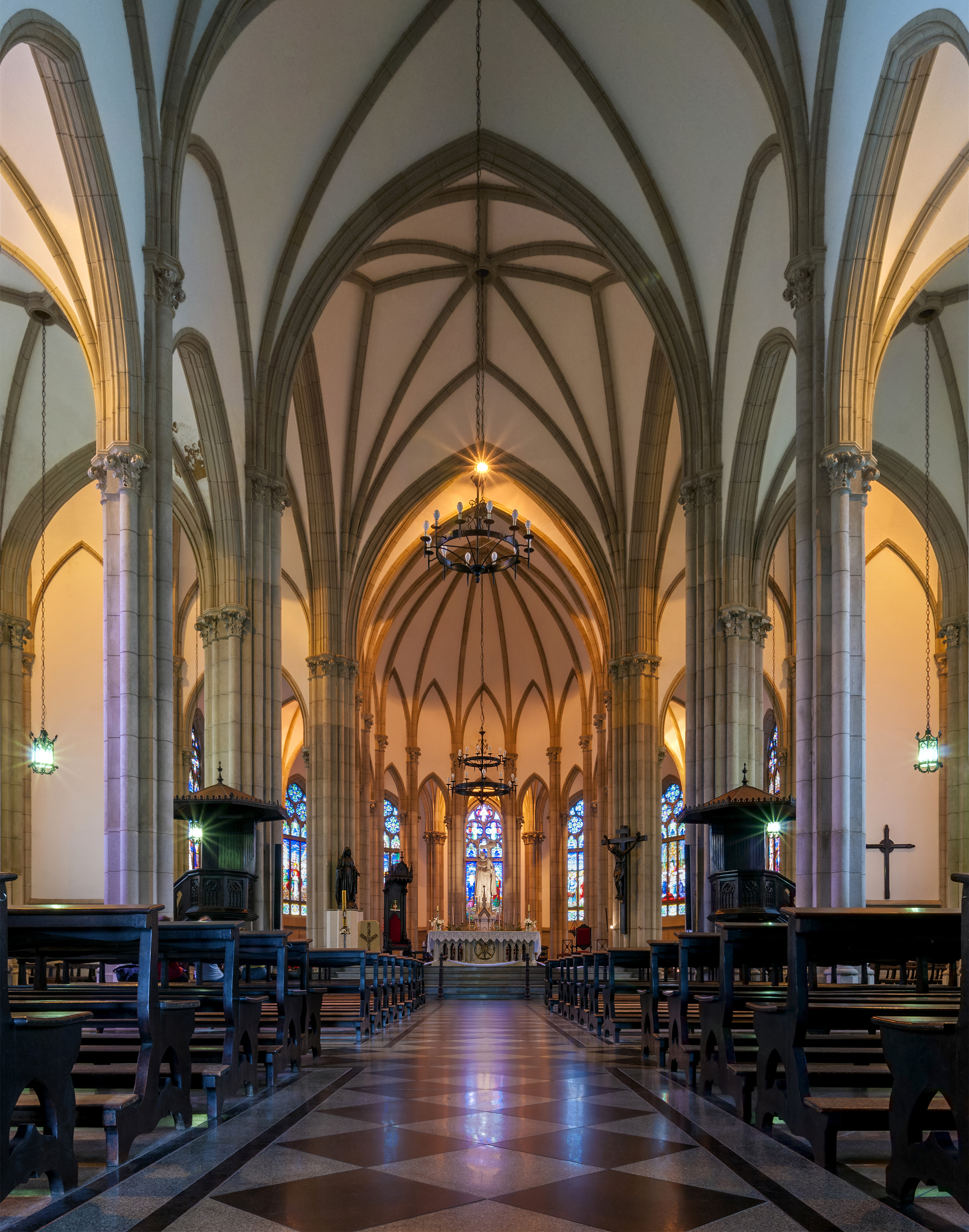
Interior da Catedral.

Em 1920, foi anulado o decreto que bania a Família Imperial do Brasil, e já em 1921 os restos de D. Pedro II e D. Tereza Cristina foram trazidos do Mosteiro de São Vicente de Fora, em Lisboa, para o Rio de Janeiro, onde foram alojados na Catedral Metropolitana. Em 1925 os restos foram transferidos para a sacristia da catedral de Petrópolis. Finalmente, em 5 de dezembro de 1939, o presidente Getúlio Vargas e outras autoridades inauguraram o Mausoléu Imperial, para onde foi transferido definitivamente o sarcófago do Imperador e da Imperatriz. Em 1971 também foram sepultados no mausoléu a Princesa Isabel e seu marido, o Conde d'Eu.

## Descrição

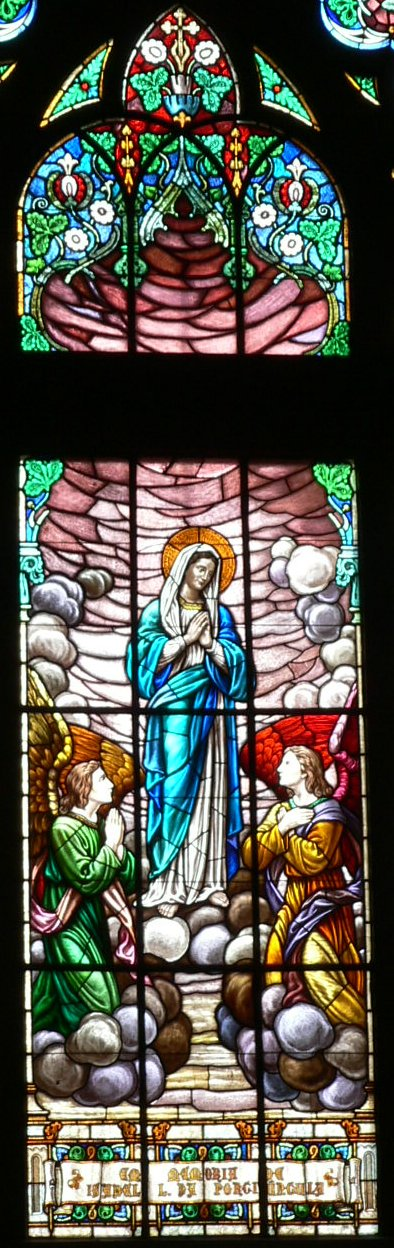
Vitral da Catedral.

A Catedral de Petrópolis é uma igreja neogótica de cruz latina com transepto pouco pronunciado e três naves. A cabeceira possui um deambulatório conectado com a capela principal. A catedral mede em total 70 metros de comprimento e 22 metros de largura, com uma altura de 19 metros nas naves.
A fachada principal da igreja tem um portal com múltiplas arquivoltas em forma de arcos apontados. No lugar do tímpano há um Calvário (Cristo Crucificado, a Virgem e São José, e na parte superior da fachada encontram-se estátuas dos quatro evangelistas (São Marcos, São Lucas, São João e São Mateus). Todas essas esculturas são de autoria de Adão Bordignon (c. 1935). A fachada contém também uma bela rosácea.
A torre, o elemento mais recente da igreja (década de 1960), se eleva a 70 metros do solo e contém um carrilhão de cinco sinos de bronze fundidos em Passau (Alemanha), pesando nove toneladas.

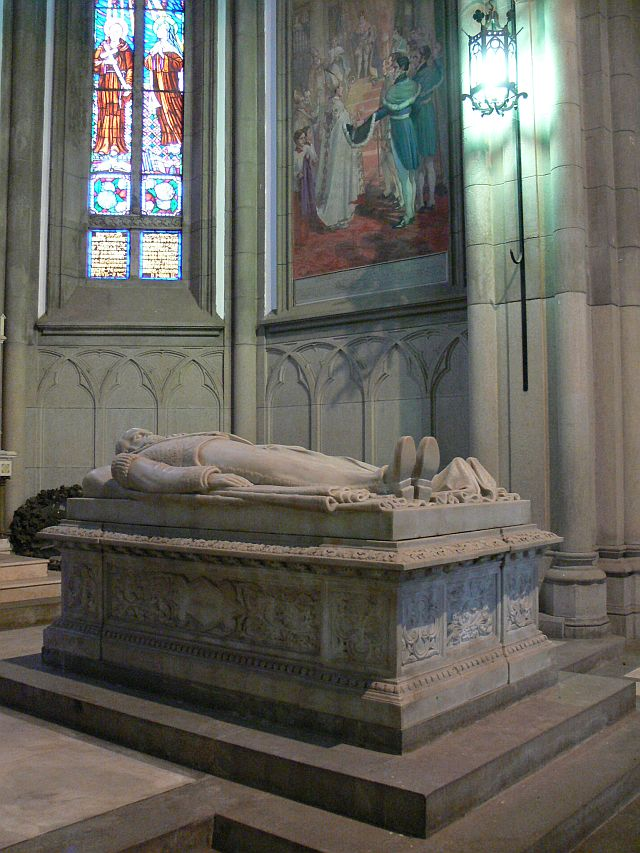
Túmulos de Pedro II e Teresa Cristina.

No interior, os espaços são divididos por arcos apontados tipicamente góticos. Do lado direito da entrada encontra-se o Mausoléu Imperial e do lado esquerdo o batistério, com a pia batismal da antiga matriz de Petrópolis (1848). O coro da igreja tem um altar-mor em pedra de lioz portuguesa. No deambulatório há uma enorme estátua do patrono da catedral e da monarquia, São Pedro de Alcântara, esculpida em mármore de Carrara pelo francês Jean Magrou (c. 1925). Os vitrais do deambulatório e da nave datam em sua maioria da década de 1930.
A catedral possui um importante órgão, fabricado no Rio de Janeiro por Guilherme Berner, instalado em 1937 e inaugurado por Antônio Silva.
.

### Mausoléu Imperial
O Mausoléu Imperial, uma capela localizada à direita da entrada, é um dos grandes atrativos históricos da catedral. No centro há um sarcófago duplo com os restos do imperador D. Pedro II e da imperatriz D. Teresa Cristina. O túmulo foi esculpido em mármore de Carrara cerca de 1925 pelo francês Jean Magrou, autor dos jacentes, e pelo brasileiro Hildegardo Leão Veloso, autor dos relevos das laterais. Os túmulos da princesa Isabel e seu marido, o príncipe Gastão, Conde d'Eu, foram esculpidos pelo brasileiro Humberto Cozzo. As janelas da capela tem vitrais coloridos com poemas escritos por D. Pedro II durante o exílio, em que o Imperador deixa transparecer a saudade que sentia do seu país natal. O altar da capela, esculpido em mármore e com uma cruz de granito da Tijuca, contém relíquias dos santos São Magno, Santa Aurélia e Santa Tecla, trazidas de Roma.

## Sepultamentos

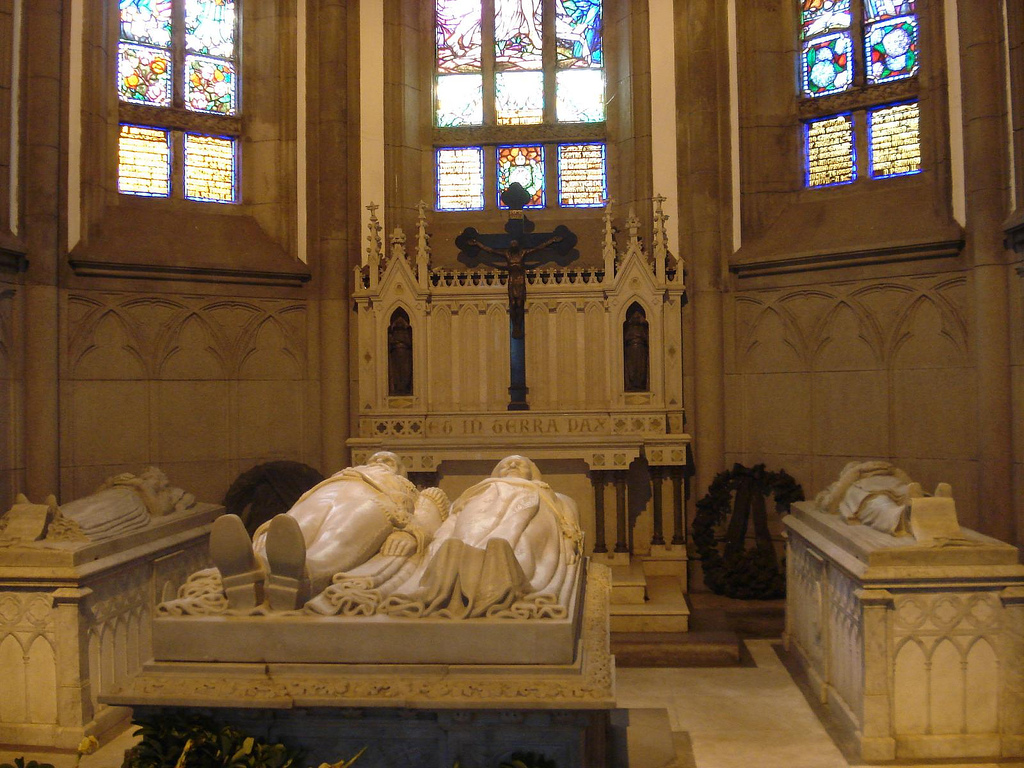
Túmulos de Pedro II e D. Teresa Cristina (centro), Princesa Isabel (esquerda) e Conde d'Eu (direita), no Mausoléu Imperial.

Na Catedral de São Pedro de Alcântara, estão sepultados:
- Dom Pedro II, imperador do Brasil (1825-1891)
- Teresa Cristina de Bourbon-Duas Sicílias, imperatriz do Brasil (1822-1889)
- Dona Isabel de Bragança, princesa imperial do Brasil e condessa d'Eu (1846-1921)
- Gastão de Orléans, príncipe imperial consorte e conde d'Eu (1846-1922)
- Pedro de Alcântara de Orléans e Bragança, príncipe de Orléans e Bragança (1875-1940)
- Elisabeth Dobrzensky de Dobrzenicz, condessa de Dobrzensky (1875-1951)
- Manoel Pedro da Cunha Cintra, 1° Bispo de Petrópolis (1906-1999)
- José Fernandes Veloso, 2° Bispo de Petrópolis (1916-2006)